# Enrique XLIII de Reuss-Köstritz
Enrique XLIII de Reuss-Köstritz (en alemán: Heinrich XLIII Reuß-Köstritz; Copenhague, 12 de abril de 1752 - 22 de septiembre de 1814, Mannheim) fue un conde de la línea mayor de Reuss-Köstritz, una subrama de la línea menor de la Casa de Reuss, desde 1783 hasta 1806 cuando fue ascendido a príncipe. Él seguiría siendo príncipe hasta su muerte en 1814, cuando fue sucedido por su hijo Enrique LXIV.

## Vida
Enrique XLIII fue hijo de Enrique VI de Reuss-Köstritz (1707-1783) y de su esposa, Enriqueta Casado y Huguetan, IV marquesa de Monteleón (1725-1761). Sucedió a su padre como tercer conde del paragium de Reuss-Köstritz en 1783.
Enrique XLIII heredó la mayor parte de la fortuna del banquero  y consejero de estado danés Jean Henri Desmercières en 1778, esto debido a que era nieto de su hermanastra Margarita Huguetana. El conde Enrique al heredar su patrimonio también heredo proyectos pendientes del banquero, como sus obras en el terraplén del Reußenkoog en 1789 y el Louisen-Reußen-Koog en 1799. Aunque obtuvo importantes beneficios con la venta de ambos terraplenes, no pudo sanar sus precarias finanzas. En 1808, vendió sus construcciones abandonadas al rey danés y renunció a la construcción de nuevos terraplenes.
En lo que hoy es un monumento natural protegido, Enrique mandó diseñar un parque paisajístico de estilo inglés en 1804. En 1806, fue elevado al título de Príncipe de Reuss-Köstritz (en alemán: Fürst Reuss zu Köstritz). Todas las obras de construcción relacionadas con las ruinas del castillo de Reichenfels se detuvieron en 1808 debido a las dificultades económicas del príncipe, por lo que el proyecto quedó inconcluso.
Murió el 22 de septiembre de 1814 a los 62 años, fue sucedido por su tercer hijo varón, y único sobreviviente para ese momento, el príncipe Enrique LXIV de Reuss-Köstritz.

## Matrimonio e hijos
Enrique XLIII de Reuss-Köstritz se casó el 1 de junio de 1781 en Ebersdorf con la condesa Luisa de Reuss-Ebersdorf (2 de junio de 1759 - 5 de diciembre de 1840), hija del conde Enrique XXIV de Reuss-Ebersdorf (1724-1779) y de la condesa Carolina Ernestina de Erbach-Schönberg. (1727-1796). Tuvieron cinco hijos:
- Carolina (1782-1856)
- Enrique LIX (1783-1784)
- Enrique LXI de Reuss-Köstritz (1784-1813)
- Enrique LXIV de Reuss-Köstritz (1787-1856), príncipe de Reuss-Köstritz.
- Francisca (1788-1843), se casó en 1811 con el príncipe Enrique LIV de Reuss-Lobenstein.